# Xylobosca decisa
Xylobosca decisa är en skalbaggsart som beskrevs av Pierre Lesne 1906. Xylobosca decisa ingår i släktet Xylobosca och familjen kapuschongbaggar. Inga underarter finns listade i Catalogue of Life.